# Myxogaedia
Myxogaedia is een geslacht van vliegen (Brachycera) uit de familie van de sluipvliegen (Tachinidae). De wetenschappelijke naam van het geslacht is in 1956 door Félix Mesnil gepubliceerd.

## Synoniemen
- Gautengicesa Koçak & Kemal, 2010, nomen novum
- Pretoriana Curran, 1938 non Pretoriana Uvarov, 1922 (Orthoptera)

## Soorten
- Myxogaedia setosa (Curran, 1938)
- Myxogaedia majestica (Curran, 1940)